# Tony Martin (amerykański aktor)
Tony Martin (ur. 25 grudnia 1913, zm. 27 lipca 2012) – amerykański aktor filmowy.

## Filmografia
- 1936: Mała biedna dziewczynka jako Wokalista radiowy
- 1938: Sally, Irene and Mary jako Tommy Reynolds
- 1941: Kulisy wielkiej rewii jako Frank Merton
- 1946: Burzliwe życie Kerna jako Gaylord Ravenal
- 1955: Cała naprzód jako William F. Clark
- 1984: Sentimental Journey

## Wyróżnienia
Posiada cztery gwiazdy na Hollywoodzkiej Alei Gwiazd.